# Jack Whitehall
Jack Peter Benedict Whitehall, född 7 juli 1988 i London, är en engelsk komiker, skådespelare, programledare och författare. Han är mest känd för att spela rollen som JP i TV-serien Fresh Meat (2011–2016) och Alfie Wickers i TV-serien Bad Education (2012–2014) samt i dess TV-film från 2015. År 2021 syntes han i rollen som Casey Porter i filmen Clifford den stora röda hunden. 
Jack Whitehall är son till författaren Michael Whitehall (född 1940).